# 냥코 데이즈
《냥코 데이즈》는 2014년 10월부터 2015년 9월까지 월간 코믹 얼라이브에서 연재되던 타라바가니의 4컷짜리 만화이다. 2017년 1월 8일부터 2017년 3월 26일까지 애니화되어 2분짜리 단편 애니메이션으로 방송되었다.

## 줄거리
의인화된 유우코의 고양이 활발한 마, 울보속성의 시, 머리 좋은 로와 수줍음이 많고 낯을 가리는 소녀 코나가이 유우코가 새로 사귄 친구 시라토리 아즈미와 아케타니 란과 란의 고양이 엘자 등 주변 인물들과 함께 살아가는 일상을 그린 애니메이션.

## 등장 인물

### 인간
- 코나가이 유우코 (성우: 우에하라 아카리)
- 시라토리 아즈미 (성우: 오오조라 나오미)
- 이케타니 란 (성우: 아라나미 카즈사)

### 고양이
- 마 (성우: 키도 이부키)
- 시 (성우: 야마자키 에리이)
- 로 (성우: 코마츠 미카코)
- 엘자 (성우: 우도노 마유)

## TV 애니메이션

### 방영 목록
| 회차 | 제목               | 방송 일자       |
| ---- | ------------------ | --------------- |
| 1회  | 私と、にゃんこ達   | 2017년 1월 8일  |
| 2회  | ネコとの休日1      | 2017년 1월 15일 |
| 3회  | ネコとの休日2      | 2017년 1월 22일 |
| 4회  | 友子とあづみ       | 2017년 1월 29일 |
| 5회  | はじめての寄り道   | 2017년 2월 5일  |
| 6회  | あづみとエルザ     | 2017년 2월 12일 |
| 7회  | ネコたちの日常1    | 2017년 2월 19일 |
| 8회  | ネコたちの日常2    | 2017년 2월 26일 |
| 9회  | その名は、嵐       | 2017년 3월 5일  |
| 10회 | 秘密とツンデレ     | 2017년 3월 12일 |
| 11회 | お祭りに行こうよ   | 2017년 3월 19일 |
| 12회 | にゃんこ達と一緒に | 2017년 3월 26일 |

### 주제가
여는 노래(오프닝)
にゃんこ is L♥VE
작사/ 작곡/ 편곡 - 마에 야마다 켄이치 / 노래 - every♥ ing!